# Dolmen de Trullars
El dolmen del Pla de Trullars, el nom més apropiat per al qual fóra dolmen de Trullars, és una construcció feta amb grans pedres a l'època neolítica de Monistrol de Calders (Moianès), inclosa a l'Inventari del Patrimoni Arqueològic i Paleontològic de Catalunya.
És un megàlit del tipus de cambra simple, de mida força gran. Aquests tipus de sepulcres pertanyen a l'edat de bronze, entre el 2000 i el 1500 aC.
Es troba en el Pla de Trullars, dins el terme municipal de Monistrol de Calders, a l'extrem sud del Moianès, situat estructuralment en una posició dominant respecte l'entorn, a una altitud de 711,3 metres. S'hi pot accedir pel camí que surt de la Urbanització Masia del Solà.

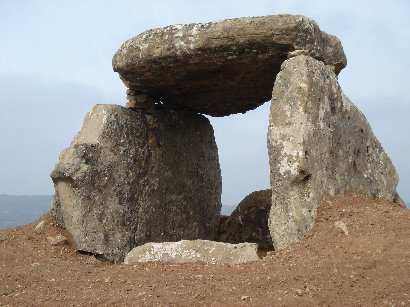
El dolmen restaurat

La primera aproximació científica es produí l'any 1920, amb l'excavació del Centre Excursionista de Vic. Abans que fos afectat pels incendis de l'estiu del 2003, era envoltat per pins i sotabosc. Per la recuperació del dolmen s'efectuà una adequació de tot l'entorn. L'excavació es va fer a principis de 2003 amb la voluntat d'incloure'l dins una ruta turísticocultural. La restauració no es va acabar fins al 2006, i la ruta esmentada, que inclou un circuit per fer a peu per tot un seguit de barraques de vinya del terme, fins al 2008.
Es tracta d'un dolmen de cambra simple, diferenciat d'estructures megalítiques més complexes, amb una caixa de planta rectangular i amb grans lloses falcades a terra, amb una altra a sobre com a coberta de la cambra sepulcral, el lloc d'enterrament. Al voltant de la cambra hi havia un túmul de terres i pedra de planta circular.
L'excavació va afectar les restes del túmul que l'envoltava i l'interior de la cambra. Es coneixen detalls que indiquen que l'accés a l'interior era per una llosa que s'extreia en el moment de la sepultura.